# Star Wars: The Best of PC
Star Wars: The Best of PC és un videojoc per ordinador (Windows) en el qual hi ha una compilació de cinc videojocs de la saga de videojocs de La Guerra de les Galàxies que han sigut llançats per Windows. Aquesta edició s'ha venut de manera limitada i només va ser disponible per uns mesos. Els videojocs inclosos en aquesta compilació són: Star Wars: Empire at War, Star Wars: Knights of the Old Republic, Star Wars: Battlefront, Star Wars Jedi Knight II: Jedi Outcast i Star Wars: Republic Commando. També es va afegir un demo de 14 dies per provar-lo sobre el MMORPG anomenat Star Wars: Galaxies. Va ser llançat a Amèrica el 21 de novembre de 2006 i a Europa i als Països Catalans 3 dies després.